# Thomas Luckmann
Thomas Luckmann (ur. 14 października 1927 w Jesenicach w Jugosławii, zm. 10 maja 2016) – niemiecki socjolog, profesor na Uniwersytecie w Konstancji w Niemczech.

## Życiorys
Studiował filozofię, germanistykę, językoznawstwo romańskie, literaturę, lingwistykę porównawczą oraz psychologię na uniwersytetach w Wiedniu i Innsbrucku, a od 1949 także w nowojorskiej New School for Social Research, gdzie poznał Alfreda Schütza, głównego reprezentanta socjologii fenomenologicznej. Po uzyskaniu dyplomu z socjologii w Nowym Jorku, wykładał w New School na wydziale socjologii (1960-1965). W 1965 powrócił do Europy, na niemiecki uniwersytet we Frankfurcie. W 1970 przeniósł się na uniwersytet w Konstancji, gdzie pracował aż do przejścia na emeryturę w 1994.
Jego najbardziej znane książki to Społeczne tworzenie rzeczywistości (The Social Construction of Reality, 1966, współautor Peter L. Berger, wyd. pol. 1983) oraz Struktury świata przeżywanego (Structures of the Life-World, 1982, współautor Alfred Schütz).
Zajmował się przede wszystkim socjologią wiedzy, socjologią religii, socjologią komunikacji, filozofią nauki.

## Wybrane prace
W jego dorobku publikacyjnym znajdują się m.in.:
- Społeczne tworzenie rzeczywistości(inne języki) (The Social Construction of Reality, 1966, współautor Peter Berger, wyd. pol. 1983)
- Socjologia języka (The Sociology of Language, 1975)
- Struktury świata przeżywanego (Structures of the Life-World, 1982, współautor Alfred Schütz)
- Świat przeżywany i społeczna rzeczywistość (Life-World and Social Realities, 1983)
- Niewidzialna religia. Problem religii w nowoczesnym społeczeństwie (The Invisible Religion. The Problem of Religion in Modern Society, 1967, wyd. pol. Kraków 1996, wyd. II Kraków 2006, wyd. III Kraków 2011)
- Zob. też: Marcin K. Zwierżdżyński: Gdzie jest religia? Pięć dychotomii Thomasa Luckmanna, Kraków 2009.